# Индокитайский пиастр
Индокитайский пиастр (фр. Piastre indochinoise, Piastre de commerce) — денежная единица французских колоний и протекторатов, входивших в состав Индокитайского Союза, в 1886—1954 годах, а также денежная единица независимых государств: Демократической Республики Вьетнам — в 1947—1954 годах, Государства Вьетнам в 1954—1955 годах, Республики Вьетнам — в 1955—1957 годах, Королевства Камбоджи — в 1953—1955 годах, Королевства Лаос — в 1953—1955 годах.

## История
Законом от 24 декабря 1878 года денежной единицей французских владений в Индокитае объявлен индокитайский пиастр. Право выпуска было предоставлено частному французскому Банку Индокитая. Пиастр должен был соответствовать серебряному мексиканскому песо и иметь 24,4935 г чистого серебра.
Фактически пиастр был выпущен в обращение 22 декабря 1886 года. 8 июля 1895 года содержание серебра было снижено до 24,3 г, ввоз серебряного мексиканского песо был запрещён.
В 1902 году прекращена чеканка монет Французского Индокитая в сапеках, а в 1905 году была выпущена монета в 1 сапек протектората Тонкин.
В 1920 году серебряный стандарт был отменён в связи с ростом цен на серебро, но уже в 1921 году он был восстановлен.
С 31 мая 1930 года было установлено золотое содержание пиастра в 0,5895 г чистого золота, что соответствовало курсу пиастра к французскому франку: 1 пиастр = 10 франков. Законом от 2 октября 1936 года золотое содержание пиастра было отменено, фиксировался только ранее установленный курс к франку.
В 1931 году прекращена чеканка серебряных монет в пиастрах, а в 1937 — серебряных монет в сантимах. В 1939 и 1942 годах банкноты мелких номиналов выпускались генерал-губернатором Индокитая.
В 1941 году, после оккупации Французского Индокитая Японией, была сохранена денежная система, действовавшая до оккупации. Центральный банк Французского Индокитая формально находился под контролем правительства Виши, фактически он был подчинён Японии, которая осуществляла контроль над внешней торговлей, финансами и кредитно-денежной системой Французского Индокитая. Все расчёты между ним и Японией производились на основе клирингового соглашения, заключённого между Иокогама Спеши банком и Банком Индокитая. Был установлен курс: 0,976 пиастра = 1 японская иена.
При девальвации французского франка 26 декабря 1945 года пиастр не был девальвирован, был изменён его курс к франку: 1 пиастр = 17 франков, а с 11 мая 1953 года установлено прежнее соотношение: 1 пиастр = 10 франков.
В мае 1947 года в северном Вьетнаме начат выпуск донга Демократической Республики Вьетнам, которыми постепенно 1:1 заменялись пиастры, продолжавшие использоваться в обращении. Пиастр в северном Вьетнаме продолжал использоваться до ноября 1954 года.
Законом от 25 сентября 1948 года право эмиссии передавалось Эмиссионному институту государств Камбоджа, Лаос и Вьетнам. В 1952 году Эмиссионный институт начал выпуск новых банкнот, которые находились в обращении наряду со старыми. Банкноты выпускались трёх образцов (камбоджийского, лаосского и вьетнамского). Надписи на банкнотах всех образцов делались на четырёх языках: французском, кхмерском, лаосском и вьетнамском.
На основе подписанного 29 декабря 1954 в Париже соглашения с 1 января 1955 Эмиссионный институт государств Камбоджа, Лаос и Вьетнам прекратил свою деятельность, а его активы и пассивы были распределены между казначействами Южного Вьетнама, Лаоса и Камбоджи.
23 декабря 1954 года создан Национальный банк Камбоджи, 6 января 1955 года он начал выпуск камбоджийского риеля. Обмен пиастров на риели производился 1:1, 29 сентября 1955 года риель стал единственным законным платёжным средством.
25 декабря 1954 года учреждён Национальный банк Лаоса, 5 мая 1955 года выпущена национальная денежная единица — лаосский кип. Обмен пиастров на кипы производился 1:1.
Министерство финансов Южного Вьетнама 22 сентября 1955 года объявило об обмене банкнот Эмиссионного института камбоджийского и лаосского образца на пиастры вьетнамского образца. Обмен проводился в период с 30 октября по 7 ноября 1955 года, с 7 октября банкноты камбоджийского и лаосского образцов утратили статус законного платёжного средства. 15 октября того же года начат выпуск банкнот Национального банка Вьетнама в донгах. Банкноты Банка Индокитая в пиастрах утратили силу законного платёжного средства 31 октября 1955 года, банкноты Эмиссионного института вьетнамского образца находились в обращении до января 1957 года.

## Монеты
Чеканились монеты:
- 2 сапека;
- 1⁄4, 1⁄2, 1, 5, 10, 20, 50 центов;
- 1 пиастр[3][4].

В 1952—1953 годах были выпущены монеты трёх разных образцов:
- камбоджийского образца (1953) — 10, 20, 50 центов. Легенда — на двух языках (французском и кхмерском), номинал на кхмерском указан в сенах[5];

| Изображение | Изображение | Изображение | Номинал (центов) | Материал | Гурт    | Диаметр (мм) | Толщина (мм) | Масса (г) | Годы выпуска |
| ----------- | ----------- | ----------- | ---------------- | -------- | ------- | ------------ | ------------ | --------- | ------------ |
|             |             |             | 10               | Алюминий | гладкий | 23           | 2            | 1,3       | 1953         |
|             |             |             | 20               | Алюминий | гладкий | 27           | 2            | 2,2       | 1953         |
|             |             |             | 50               | Алюминий | гладкий | 31           | 2            | 3,75      | 1953         |

- лаосского образца (1952) — 10, 20, 50 центов. Легенда — на двух языках (французском и лаосском), номинал на лаосском указан в атах[6];

| Изображение | Изображение | Изображение | Номинал (центов) | Материал | Гурт    | Диаметр (мм) | Толщина (мм) | Масса (г) | Годы выпуска |
| ----------- | ----------- | ----------- | ---------------- | -------- | ------- | ------------ | ------------ | --------- | ------------ |
|             |             |             | 10               | Алюминий | гладкий | 23           | 1,79         | 1,32      | 1952         |
|             |             |             | 20               | Алюминий | гладкий | 27           | 2,2          | 2,23      | 1952         |
|             |             |             | 50               | Алюминий | гладкий | 31           | 2,6          | 3,84      | 1952         |

- вьетнамского образца (1953) — 10, 20, 50 су. Легенда — на вьетнамском языке. Название разменной денежной единицы на разных монетах отличалось: на 10 и 20 су — «SU», на 50 су — «XU»[7].

| Изображение | Изображение | Изображение | Номинал (центов) | Материал | Гурт    | Диаметр (мм) | Толщина (мм) | Масса (г) | Годы выпуска |
| ----------- | ----------- | ----------- | ---------------- | -------- | ------- | ------------ | ------------ | --------- | ------------ |
|             |             |             | 10               | Алюминий | гладкий | 23           | 2            | 1,3       | 1953         |
|             |             |             | 20               | Алюминий | гладкий | 27           | 2            | 2,2       | 1953         |
|             |             |             | 50               | Алюминий | гладкий | 31           | 2            | 3,5       | 1953         |

## Банкноты
Выпускались банкноты:

20 пиастров Банка Индокитая, 1949 год

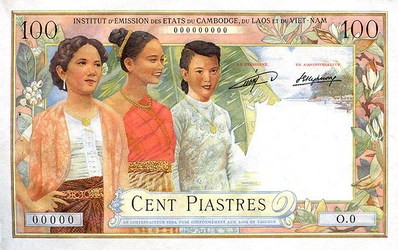
100 пиастров Эмиссионного института государств Камбоджа, Лаос и Вьетнам, 1954 год

- Банка Индокитая с указанием номинала в пиастрах и долларах: 1, 5, 20, 100 пиастров;
- Банка Индокитая с указанием номинала в пиастрах: 10, 20, 50 центов, 1, 5, 20, 50, 100, 500, 1000 пиастров;
- Генерал-губернатора Индокитая: 5, 10, 20, 50 центов;
- Эмиссионного института государств Камбоджа, Лаос и Вьетнам:
  - общего типа: 1 пиастр;
  - камбоджийского типа: 1, 5, 10, 100, 200 пиастров;
  - лаосского типа: 1, 5, 10, 100 пиастров;
  - вьетнамского типа: 1, 5, 10, 100, 200 пиастров.

Все банкноты содержат надписи на французском языке, с указанием номинала в пиастрах или центах. Большая часть банкнот содержат надписи и на других языках. До 1903 года на купюрах Банка Индокитая помещался текст на английском языке, с указанием номинала в долларах. На большинстве банкнот, выпущенных до 1950-х годов, имеются надписи, выполненные иероглифами; как правило — с указанием номинала китайскими цифрами и указанием символа валюты в виде иероглифа «元» (одна из форм символа юаня). С 1921 года на оборотной стороне большинства банкнот указан номинал на вьетнамском языке латиницей, с указанием вьетнамского названия пиастра — «Đồng» (реже — «Bạc»).
На банкнотах образца 1903, 1921, 1942, 1947 указан символ валюты — знак «$».
На оборотной стороне банкнот Эмиссионного института государств Камбоджа, Лаос и Вьетнам номинал указан на трёх языках, с указанием национальных названий валюты: на лаосском — кип (ກີບ), на вьетнамском — донг (Đồng), на кхмерском — риель (រៀល).